# 吉永史
吉永史（日语： Yoshinaga Fumi，1971年10月20日—），是日本漫畫家，出生於東京都，女性。代表作是《西洋骨董洋菓子店》。慶應義塾大學大學院法務研究科碩士班肄業，血型B型。
本身也是名活躍的同人作家，屢屢在同人展推出自己連載完結的作品的同人誌，描繪此後的故事。
但也是個美食家，作品中常出現看來十分美味的料理，又因喜歡眼鏡，作品中必有一名戴眼鏡的人物登場。

## 經歷
- 1971年 - 生於東京都。
- 1994年 - 在雜誌《花音》的10月號以作品《映在你眼底的月光》出道。
- 2001年 - 代表作《西洋骨董洋菓子店》曾被改編為日劇《Antique ～西洋骨董洋菓子店～》
- 2002年 - 第26回（平成14年度）講談社漫畫賞少女部門受賞。（《西洋骨董洋菓子店》）
- 2006年 - 《大奧》第一卷於第5回（2005年度）Sense of Gender獎獲得特別獎、第10回（平成18年度）日本新媒體動漫藝術節漫畫部門獲得優秀獎。
- 2008年 - 代表作《西洋骨董洋菓子店》改編為韓國電影 《Antique ～앤티크～》
- 2009年 - 《大奧》獲得第13屆手塚治虫文化獎的漫畫大獎[2]。
- 2009年 - 《大奧》改編為日本電影 大奧(水野．吉宗篇)，將於2010年10月1日上畫。
- 2022年 - 《大奧》獲得日本SF大賞[3]。獲日本文化廳頒發「藝術選獎文部科學大臣新人賞」[4]。

現在連載中作品有《昨日的美食》（モーニング）。另外也有在Biblos與芳文社等社的BL雜誌上連載，並參與BL小說的插圖繪製。

## 作品

### 漫畫
- 《映在你眼底的月光》（月とサンダル）尖端出版，全2冊。（大然版譯為《愛要與君共纏綿》、《邀月共枕的男人》）
- 《真正的溫柔》（本当に、やさしい）東立出版，全1冊。
- 《第一堂戀愛課》（1限めはやる気の民法）尖端出版，共2冊。
- 《無伴奏愛情曲》（ソルフェージュ）尖端出版，全1冊。（大然版譯為《音樂家的情人》）
- 《半熟青春的體溫》（こどもの体温）大然出版，全1冊。
- 《愛在午夜呢喃時》（愛とは夜に気付くもの（執事の分際））尖端出版，全1冊。
- 《玫瑰花叢的依戀》（彼は花園で夢を見る）大然出版，全1冊。
- 《西洋骨董洋菓子店》（西洋骨董洋菓子店）大然文化→青文出版，全4冊。
  - 作者之後以同人誌形式發表後續，為非官方劇情。
- 《全都因為愛》（愛すべき娘たち）尖端出版，全1冊。
- 《愛呀～別說的好》（それを言ったらおしまいよ）東販出版，全1冊。
- 《花漾人生》（フラワー・オブ・ライフ）青文出版，全4冊。
- 《美食之樂更勝戀愛》（愛がなくても喰ってゆけます。）瑪朵出版，全1冊。
- 《獨眼紳士與少年》（ジェラールとジャック）東立出版，全2冊。
- 《大奧》（大奥）尖端出版 / 世纪文景（出品）上海人民出版社（出版），全19冊。
- 《昨日的美食》（きのう何食べた?）尖端出版，18冊待續。
- 《环与周》（環と周）東立出版 / 世纪文景（出品） / 上海人民出版社（出版），全1册。

### 對談集
- ，非漫畫，為對談集，未代理。

### 廣播劇CD
- 《獨眼紳士與少年》的聲音劇，由森川智之、遊佐浩二、井上和彦、檜山修之、勝生真沙子、山口勝平等聲優演出。

## 註腳
1. ↑  .   [2008-01-06]. （原始内容存档于2008-01-20）.
2. ↑  （日語）（页面存档备份，存于） （页面存档备份，存于）  （页面存档备份，存于）
3. ↑  .   [2022-02-20]. （原始内容存档于2022-02-23）.
4. ↑  .   [2022-03-10]. （原始内容存档于2022-07-09）.

## 外部連結
- （日語） Fumi Yoshinaga Resource Index，吉永史的作品網頁。
- （日語） ，大奧〈水野．吉宗篇〉電影官方網頁，2010年10月1日叡於日本上畫。